# Reicheltnevet
Der Reicheltnevet (norwegisch) ist ein teilweise verschneiter Felsvorsprung in der Heimefrontfjella des ostantarktischen Königin-Maud-Lands. Er ragt an der Nordseite des Bieringmulen im Skjønsbergskarvet der Sivorgfjella auf.
Wissenschaftler des Norwegischen Polarinstituts benannten ihn 1985. Namensgeber ist die norwegische Familie Reichelt, deren Mitglieder in der Widerstandsbewegung gegen die deutsche Besatzung Norwegens im Zweiten Weltkrieg mitgewirkt hatten. Borti Reichelt (1916–1944) wurde 1944 von den Besatzern hingerichtet. Sein Bruder Erik Reichelt (1917–1943) hatte Verfolgten die Flucht nach Großbritannien ermöglicht, bevor er 1943 gefangen genommen und ermordet wurde. Ihrer beider Schwester Mathilde „Bittema“ Reichelt (* 1919, später verheiratete Knutsen) hatte als Krankenschwester gearbeitet, bevor sie 1942 verhaftet und in ein Konzentrationslager verbracht wurde, das sie überlebte. Der gemeinsame Vater, Kapitän Gerhard Andersen Reichelt (1885–1941), ertrank 1941 im Atlantik, nachdem sein Schiff von einem deutschen U-Boot torpediert worden war.